# Diego Pérez (labdarúgó)
Diego Fernando Pérez Aguado (Montevideo, Uruguay, 1980. május 18.) uruguayi labdarúgó, aki jelenleg az AS Monacóban játszik középpályásként.

## Pályafutása
Pérez 1999-ben, 19 éves korában kezdte meg profi pályafutását a Defensor Sportingban, ahol hamar állandó kezdővé vált. 2003-ban Uruguay egyik legerősebb csapatához, a Peñarolhoz igazolt. Itt mindössze 13 mérkőzésen lépett pályára, mielőtt 2004-ben az AS Monacóhoz került volna. Eleinte Lucas Bernardival, Akisz Zikosszal és Gerard Lópezzel is meg kellett küzdenie a csapatba kerülésért. Sikerrel vette az akadályokat és állandó helyet szerzett magának a kezdőben.

## Válogatott
Pérez 2001-ben debütált az uruguayi válogatottban. Részt vett a 2001-es, a 2004-es és a 2007-es Copa Américán és a 2010-es világbajnokságon is.

## Külső hivatkozások
- Adatlapja a L'Equipe honlapján
- Pályafutása statisztikái Archiválva 2007. december 12-i dátummal a Wayback Machine-ben

## Fordítás
- Ez a szócikk részben vagy egészben  a   Diego Pérez (footballer) című angol Wikipédia-szócikk fordításán alapul.  Az eredeti cikk szerkesztőit annak laptörténete sorolja fel. Ez a jelzés csupán a megfogalmazás eredetét és a szerzői jogokat jelzi, nem szolgál a cikkben szereplő információk forrásmegjelöléseként.